# タウトンの戦い
タウトンの戦い（Battle of Towton）は、薔薇戦争中の戦いで、1461年3月29日の雪の日に行なわれた。死傷者2万を超える（恐らく約3万人）英国内の戦闘としては最も血なまぐさい戦いであった。

## 背景
戦闘はヨークシャーのタウトン（Towton）村とサクストン（Saxton）村の間の高原（ヨークの南西約19km、タッドキャスターの南約3km）で行われた。これほど多くの人が死傷した理由の一つは、戦闘の前段階で両軍は戦力が拮抗しており、なおかつ両陣営から誘われない諸侯がいないほど国内を広く二分した戦いであったからだろう。
内戦のこの時点でランカスター派は、ウェイクフィールドの戦いでヨーク公リチャードとソールズベリー伯を倒し、そして第2次セント・オールバーンズの戦いで勝利を収めており、ヨーク派とは互角の条件であった。しかし「キングメーカー」と呼ばれた
ウォリック伯はロンドンを懐柔して、ヨーク公の長男をエドワード4世として国王とすることを公布した。エドワード4世はランカスター派との決戦のために北進を開始した。イングランドでの主導権を得るため、ライバルであるヘンリー6世にとどめの一撃を加える事を決めたのは、エドワード4世自身だったと言われる。ヘンリー6世（信心深くて平和主義であり、精神的に弱かったとも言われる）は、軍議には一切参加しなかったが、王妃マーガレット・オブ・アンジューが代理として、彼女の戦闘部隊（その長がサマセット公ヘンリー・ボーフォート）を使う自由を完全に認めた。
この戦闘では、28の貴族（貴族のおよそ半分）を含む50,000あるいは100,000人の兵が戦ったと思われる。残された数字によると、ランカスター派が42,000人、ヨーク派が36,000人の兵力だった。この戦いは熾烈を極め、前線に押し寄せる両軍の兵によってしばしば前線の兵士が押しのけられたという程の、イギリス史上めずらしい（恐らく唯一の）戦いであった。

## 戦闘の過程
両軍は3つの部隊に分けられ、大兵団が猛吹雪状態の中、相手陣営のどこかが崩れるのを待ちながら4時間が過ぎた。最終的に風向きが変わって、ランカスター派の顔に雪が吹き付けるようになって、ヨーク派のフォーコンバーグ卿がイニシアティブをとった。彼は弓兵を前面に出し、ランカスター派の隊列に矢の雨（毎分約120,000本と計算する作家もいる）を降らせた。ランカスター派にとっては視界が悪い上に激しい向かい風状態であり、ランカスター派の弓矢の一斉射撃もヨーク派には届かなかった。死傷者が増したランカスター軍は、完敗を止める唯一の方法が弓の使えない距離まで敵を引き込むことであると知っていた。ランカスター派の巧妙な動きで、フォーコンバーグは彼の兵（この時点で既にかなりの矢を撃ち尽くしていた）に、接近中のランカスター派を牽制するための若干名を残して、前面の芝地に落ちた矢柄をいくらかでも取り戻すことを命じた。
ランカスター派の接近戦法は、まず兵数の差からヨーク派を後ろへ押し返した。しかしウォリック伯とエドワードは、共に兵を鼓舞するために最前線で戦った。時間が経ってヨーク派は自分たちがじりじりと押されて、城の木の近くまで来ている事に気づいた。この時、200人のランカスター派の槍兵がヨーク派左翼に対する奇襲を開始した。奇襲を受けたヨーク派は何百という兵が逃げ、エドワードは戦線が瓦解するのを防ぐために、彼の予備軍全てを投入しなければならなかった。
午後になって、ノーフォーク公ジョン・モウブレーが数千の元気な兵を連れ、ヨーク派側に参陣した。ヨーク派は新たな決意で1時間ほど戦い続けた。すると全く突然にランカスター派の戦線が割れ、何千という兵が戦場から逃げ出した。

## 潰走
ここまでの戦場での死傷者数よりも、この総崩れでの死者の方がずっと多いと考えられている。隣接する川にかかるいくつかの橋が武装した兵の重量で壊れ、多くの兵が凍るように冷たい水に突っ込んだ。これで溺死しなくても、追跡者に追い詰められて殺された者も多い。最もひどい惨殺は、川に落ちた兵の死体を乗り越えて渡った先の血まみれの牧草地（Bloody Meadow）と呼ばれる場所で行われた。タウトンからタッドキャスター（Tadcaster）までの長い道のりは死体であふれた。敗残兵は逃げやすくするため、自らの武器を捨て鎧を捨てた。これは追撃隊の格好の獲物であり、さらに多くの敗残兵が殺された。タッドキャスターでは少数の兵が抵抗を試みたが、彼らも殺された。
潰走は翌朝まで続き、残った兵がヨークに到着した時には完全にパニック状態であった。王妃マーガレットとヘンリー6世、それからサマセット公は北のスコットランドに逃げた。殺されず、領地も没収されなかった貴族たちはみな、エドワード4世と和平を結ぶことを余儀なくされた。